# ふうちょう座NO星
ふうちょう座NO星（ふうちょうざNOせい、NO Apodis、NO Aps）は、ふうちょう座にある半規則型変光星（脈動変光星）である。

## 特徴
ふうちょう座NO星は、1991年にビヴァリー・ベグ天文台での観測により、変光星であることが確認され、1993年に発行された変光星総合カタログの第71弾変光星名一覧で、確定した変光星として登録され、変光星名が与えられた。
ふうちょう座NO星の明るさは、変光星総合カタログによれば、5.71等と5.95等の間で変化する。変光周期は、26.2日と26.6日の2つがあるとみられ、26.2日周期の振幅は0.04等、26.6日周期の振幅は0.09等と見積もられている。
年周視差から計算した太陽からふうちょう座NO星までの距離は、およそ780光年である。ふうちょう座NO星の光度は太陽の約2060倍、表面温度は約3,568K（摂氏約3295度）と推定される。